# 테노포비르 알라페나미드 푸마레이트
테노포비르 알라페나미드 푸마레이트(Tenofovir Alafenamide Fumarate)는 미국 길리어드사이언스(Gilead Sciences)사가 개발한 B형 간염 및 후천성면역결핍증(HIV/에이즈) 치료제이다. 영문명 약자를 따 주로 TAF(타프)라고 칭한다.
테노포비르 알라페나미드 푸마레이트(TAF)의 상표명은 길리어드사이언스사의 B형 간염 치료제 베믈리디이며, 길리어드사이언스사가 개발한 후천성면역결핍증(HIV/에이즈) 치료제 중 단일정복합제 젠보야와 백본 치료제 데스코비의 주성분 중 하나로도 포함되어 있다.
테노포비르 알라페나미드 푸마레이트(TAF)는 길리어드사이언스사가 이전에 개발한 테노포비르 디소프록실 푸마레이트(Tenofovir Disoproxil Fumarate; TDF)의 염을 변경해 안전성을 개선한 업그레이드 성분이다. 기존 테노포비르 디소프록실 푸마레이트(TDF)의 경우 혈장 내 잔존하는 테노포비르 성분이 낮은 확률로 신장 및 뼈세포에 부작용을 일으킨다는 지적이 있었다. 이에 길리어드사이언스사는 혈류 속 테노포비르 잔류량을 기존 대비 90% 낮춘 테노포비르 알라페나미드 푸마레이트(TAF) 성분을 개발해 테노포비르 디소프록실 푸마레이트(TDF)가 갖고 있던 신장과 뼈에 대한 안전성을 개선했다.
또한, 테노포비르 알라페나미드 푸마레이트(TAF)는 기존 테노포비르 디소프록실 푸마레이트(TDF) 성분의 10% 용량으로도 동등한 효능을 나타낸다. 다시 말해, 약효를 얻기 위해 사용되는 약물 용량이 90% 줄어들었기 때문에 그만큼 알약의 크기도 함께 작아졌으며, 안전성과 함께 복약 편의성까지 개선했다는 평가를 받고 있다.